# Свети Штефан
Свети Штефан (словен. Sveti Štefan) је насељено место у општини Шмарје при Јелшах, Савињска регија, Словенија.

## Историја
До територијалне реорганизације у Словенији био је у саставу старе општине Шмарје при Јелшах.

## Становништво
У попису становништва из 2011. године, Свети Штефан је имао 139 становника.
| Број становника према пописима | Број становника према пописима | Број становника према пописима |
| ------------------------------ | ------------------------------ | ------------------------------ |
| 1991                           | 2002                           | 2011                           |
| 107                            | 126                            | 139                            |

Напомена: Од 1955. до 1994. исказивано под именом Вински Врх при Сливници. Године 1994. увећано за издвојене делове из насеља Гробелце и Церовец при Шмарју.